# (37801) 1997 WO47
1997 WO47 (asteroide 37801) é um asteroide da cintura principal. Possui uma excentricidade de 0.14499390 e uma inclinação de 2.39409º.
Este asteroide foi descoberto no dia 19 de novembro de 1997 por Beijing Schmidt CCD Asteroid Program em Xinglong.